# Нурсола (Сернурский район)
 Нурсола  — деревня в Сернурском районе Республики Марий Эл. Входит в состав Чендемеровского сельского поселения.

## География
Находится в северо-восточной части республики Марий Эл на расстоянии приблизительно 6 км на юг-юго-запад от районного центра посёлка Сернур.

## История
Известна с 1885 года как деревня, где в 35 дворах проживали 185 человек, мари. К 1925 году население состояло из 183 человек. В 1944 году значилось 31 хозяйство. В 2005 году оставался 21 двор. В советское время работал колхоз «Ушемнур».

## Население
Население составляло 60 человек (мари 98 %) в 2002 году, 78 в 2010.